# HD 129445 b
HD 129445 b是一顆位於圓規座的離心木星，距離地球約220光年，由麥哲倫行星搜尋計畫於2010年發現。